# Sjaak Polak
Sjaak Polak (L'Aia, 18 febbraio 1976) è un allenatore di calcio ed ex calciatore olandese, di ruolo difensore, tecnico dell'ADO Den Haag femminile.